# Aelurognathus tigriceps
Aelurognathus tigriceps és una espècie de sinàpsid extint de la família dels gorgonòpids que visqué durant el Permià superior al sud d'Àfrica. Se n'han trobat restes fòssils a Sud-àfrica i Zàmbia. Compartia el seu hàbitat amb Rubidgea, un altre gorgonòpid de majors dimensions. Era igual de gros que un coiot i tenia el crani robust. El material postcranial que s'ha trobat d'aquesta espècie es limita a una cintura escapular, un húmer i una mà.